# E17
|  | No s'ha de confondre amb E017. |

La ruta europea E17 és una carretera que forma part de la Xarxa de carreteres europees. Comença a Anvers (Bèlgica) i finalitza a Beaune (França). Té una longitud de 696 km. Té una orientació de nord a sud i creua per Bèlgica i França.